# Košín
Košín (en allemand : Koschin) est une commune du district de Tábor, dans la région de Bohême-du-Sud, en République tchèque. Sa population s'élevait à 88 habitants en 2020.

## Géographie
Košín se trouve à 6 km au nord-nord-ouest du centre de Tábor, à 56 km au nord-nord-est de České Budějovice et à 71 km au sud-sud-est de Prague.
La commune est limitée par Chotoviny au nord et à l'est, par Tábor au sud et par Radimovice u Tábora à l'ouest.

## Histoire
La première mention écrite du village date de 1379.